# Deelnemers UEFA-toernooien Finland
Onderstaande tabellen bevatten de deelnemers aan de UEFA-toernooien uit  Finland.

## Mannen
NB Klikken op de clubnaam geeft een link naar het Wikipedia-artikel over het betreffende toernooi in het betreffende seizoen.
| Seizoen | Europacup I          | Europacup II                                                             | Jaarbeursstedenbeker                       |                     |
| ------- | -------------------- | ------------------------------------------------------------------------ | ------------------------------------------ | ------------------- |
| 1958/59 | Helsinki PS          |                                                                          |                                            |                     |
| 1959/60 |                      |                                                                          |                                            |                     |
| 1960/61 | Helsinki IFK         |                                                                          |                                            |                     |
| 1961/62 | HAKA Valkeakoski     |                                                                          |                                            |                     |
| 1962/63 | Helsinki IFK         |                                                                          |                                            |                     |
| 1963/64 | HAKA Valkeakoski     | Helsinki PS                                                              |                                            |                     |
| 1964/65 | Reipas Lahti         | HAKA Valkeakoski                                                         |                                            |                     |
| 1965/66 | HJK Helsinki         | Reipas Lahti                                                             |                                            |                     |
| 1966/67 | HAKA Valkeakoski     | Åbo IFK Turku                                                            |                                            |                     |
| 1967/68 | Kuopio PS            | HJK Helsinki                                                             |                                            |                     |
| 1968/69 | Reipas Lahti         |                                                                          |                                            |                     |
| 1969/70 | Turun PS Turku       | Kuopio PS                                                                |                                            |                     |
| 1970/71 | Kokkola PV           | HAKA Valkeakoski                                                         | Ilves-Kissat Tampere                       |                     |
| Seizoen | Europacup I          | Europacup II                                                             | UEFA Cup                                   |                     |
| 1971/72 | Reipas Lahti         | Mikkeli Palloilijat                                                      | Helsinki IFK                               |                     |
| 1972/73 | Turun PS Turku       | Mikkeli Palloilijat                                                      | HJK Helsinki                               |                     |
| 1973/74 | Turun PS Turku       | Reipas Lahti                                                             | Mikkeli Palloilijat                        |                     |
| 1974/75 | HJK Helsinki         | Reipas Lahti                                                             | Kokkola PV                                 |                     |
| 1975/76 | Kuopio PS            | Reipas Lahti                                                             | HJK Helsinki                               |                     |
| 1976/77 | Turun PS Turku       | Reipas Lahti                                                             | Kuopio PS                                  |                     |
| 1977/78 | Kuopio PS            | Reipas Lahti                                                             | HAKA Valkeakoski                           |                     |
| 1978/79 | HAKA Valkeakoski     |                                                                          | Kuopio PS                                  |                     |
| 1979/80 | HJK Helsinki         | Reipas Lahti                                                             | Kuopio PT                                  |                     |
| 1980/81 | Oulu PS              | Ilves Tampere                                                            | Kuopio PS                                  |                     |
| 1981/82 | Oulu PS              | Kotka TP                                                                 | HAKA Valkeakoski                           |                     |
| 1982/83 | HJK Helsinki         | Kuusysi Lahti                                                            | Koparit Kuopio                             |                     |
| 1983/84 | Kuusysi Lahti        | HAKA Valkeakoski                                                         | HJK Helsinki                               |                     |
| 1984/85 | Ilves Tampere        | Kuusysi Lahti                                                            | HJK Helsinki                               |                     |
| 1985/86 | Kuusysi Lahti        | HJK Helsinki                                                             | Turun PS Turku                             |                     |
| 1986/87 | HJK Helsinki         | HAKA Valkeakoski                                                         | Ilves Tampere                              |                     |
| 1987/88 | Kuusysi Lahti        | Rovaniemi PS                                                             | Turun PS Turku                             |                     |
| 1988/89 | HJK Helsinki         | Kuusysi Lahti                                                            | Turun PS Turku                             |                     |
| 1989/90 | HJK Helsinki         | HAKA Valkeakoski                                                         | Kuusysi Lahti Rovaniemi PS                 |                     |
| 1990/91 | Kuusysi Lahti        | Kuopio PS                                                                | Rovaniemi PS Turun PS Turku                |                     |
| 1991/92 | HJK Helsinki         | Ilves Tampere                                                            | Kuusysi Lahti Mikkeli Palloilijat          |                     |
| Seizoen | Champions League     | Europacup II                                                             | UEFA Cup                                   | Intertoto Cup       |
| 1992/93 | Kuusysi Lahti        | Turun PS Turku                                                           | Mikkeli Palloilijat                        |                     |
| 1993/94 | HJK Helsinki         | MyPa-47 Anjalankoski                                                     | Kuusysi Lahti                              |                     |
| 1994/95 |                      | HJK Helsinki                                                             | FC Jazz Pori MyPa-47 Anjalankoski          |                     |
| 1995/96 |                      | Turun PS Turku                                                           | MyPa-47 Anjalankoski Tampere PV            | HJK Helsinki        |
| 1996/97 |                      | MyPa-47 Anjalankoski                                                     | FC Jazz Pori HAKA Valkeakoski HJK Helsinki | FF Jaro Pietarsaari |
| 1997/98 | FC Jazz Pori ->      | FC Jazz Pori HJK Helsinki MyPa-47 Anjalankoski                           | Turun PS Turku                             |                     |
| 1998/99 | HJK Helsinki         | FinnPa Helsinki HAKA Valkeakoski Vaasa PS                                | Turun PS Turku                             |                     |
| Seizoen | Champions League     | UEFA Cup                                                                 | Intertoto Cup                              |                     |
| 1999/00 | HAKA Valkeakoski     | HJK Helsinki Vaasa PS                                                    | Jokerit Helsinki                           |                     |
| 2000/01 | HAKA Valkeakoski     | HJK Helsinki Jokerit Helsinki                                            | MyPa-47 Anjalankoski                       |                     |
| 2001/02 | HAKA Valkeakoski ->  | HAKA Valkeakoski HJK Helsinki Jokerit Helsinki MyPa-47 Anjalankoski      | FC Jazz Pori                               |                     |
| 2002/03 | Tampere United       | HJK Helsinki MyPa-47 Anjalankoski                                        | HAKA Valkeakoski                           |                     |
| 2003/04 | HJK Helsinki         | HAKA Valkeakoski MyPa-47 Anjalankoski                                    | Allianssi Vantaa Tampere United            |                     |
| 2004/05 | HJK Helsinki         | Allianssi Vantaa HAKA Valkeakoski                                        | MyPa-47 Anjalankoski Tampere United        |                     |
| 2005/06 | HAKA Valkeakoski     | Allianssi Vantaa MyPa-47 Anjalankoski                                    | Inter Turku Tampere United                 |                     |
| 2006/07 | MyPa-47 Anjalankoski | HAKA Valkeakoski HJK Helsinki                                            | Tampere United                             |                     |
| 2007/08 | Tampere United ->    | Tampere United HAKA Valkeakoski HJK Helsinki MyPa-47 Anjalankoski        | Honka Espoo                                |                     |
| 2008/09 | Tampere United       | HAKA Valkeakoski Honka Espoo                                             | Turun PS Turku                             |                     |
| Seizoen | Champions League     | Europa League                                                            |                                            |                     |
| 2009/10 | Inter Turku          | HJK Helsinki Honka Espoo FC Lahti                                        |                                            |                     |
| 2010/11 | HJK Helsinki ->      | HJK Helsinki Honka Espoo Inter Turku MyPa-47 Anjalankoski Turun PS Turku |                                            |                     |
| 2011/12 | HJK Helsinki ->      | HJK Helsinki Honka Espoo Kuopio PS Turun PS Turku                        |                                            |                     |
| 2012/13 | HJK Helsinki ->      | HJK Helsinki Inter Turku Jyväskylä JK Kuopio PS MyPa-47 Anjalankoski     |                                            |                     |
| 2013/14 | HJK Helsinki         | Honka Espoo Inter Turku IFK Mariehamn Turun PS Turku                     |                                            |                     |
| 2014/15 | HJK Helsinki ->      | HJK Helsinki Honka Espoo MyPa-47 Anjalankoski Rovaniemi PS Vaasa PS      |                                            |                     |
| 2015/16 | HJK Helsinki ->      | HJK Helsinki FC Lahti Seinäjoen JK Vaasa PS                              |                                            |                     |
| 2016/17 | Seinäjoen JK         | HJK Helsinki IFK Mariehamn Rovaniemi PS                                  |                                            |                     |
| 2017/18 | IFK Mariehamn        | HJK Helsinki Seinäjoen JK Vaasa PS                                       |                                            |                     |
| 2018/19 | HJK Helsinki ->      | HJK Helsinki Ilves Tampere Kuopio PS FC Lahti                            |                                            |                     |
| 2019/20 | HJK Helsinki ->      | HJK Helsinki Inter Turku Kuopio PS Rovaniemi PS                          |                                            |                     |
| 2020/21 | Kuopio PS ->         | Kuopio PS Honka Espoo Ilves Tampere Inter Turku                          |                                            |                     |
| Seizoen | Champions League     | Europa League                                                            | Europa Conference League                   |                     |
| 2021/22 | HJK Helsinki         | 0                                                                        | Honka Espoo Inter Turku Kuopio PS          |                     |

### Deelnames
Aantal seizoenen
| 40x HJK Helsinki 24x FC Lahti (inclusief Reipas, 10x/Kuusysi, 11x) 23x FC Haka Valkeakoski 16x MyPa-47 Anjalankoski 16x Turun PS Turku 14x Kuopio PS 09x FC Honka Espoo 08x FC Inter Turku 07x Ilves Tampere (inclusief Ilves-Kissat, 1x) 07x Tampere United | 06x Rovaniemi PS 05x Mikkeli Palloilijat 05x Vaasa PS 04x FC Jazz Pori 03x AC Allianssi Vantaa 03x Helsinki IFK 03x Jokerit Helsinki 03x IFK Mariehamn 03x Seinäjoen JK | 02x Helsinki PS 02x Kokkola PV 02x Koparit Kuopio (inclusief Kuopio TP, 1x) 02x Oulu PS 01x Åbo IFK Turku 01x FinnPa Helsinki 01x FF Jaro Pietarsaari 01x Jyväskylä JK 01x Kotka TP 01x Tampere PV |

## Vrouwen
NB Klikken op de clubnaam geeft een link naar het betreffende toernooi in het betreffende seizoen op Wikipedia 
| Seizoen | Women's Cup        |
| ------- | ------------------ |
| 2001/02 | HJK Helsinki       |
| 2002/03 | HJK Helsinki       |
| 2003/04 | United Jakobstad   |
| 2004/05 | Malmin PS Helsinki |
| 2005/06 | United Jakobstad   |
| 2006/07 | HJK Helsinki       |
| 2007/08 | Honka Espoo        |
| 2008/09 | Honka Espoo        |
| Seizoen | Champions League   |
| 2009/10 | Honka Espoo        |
| 2010/11 | Åland United       |
| 2011/12 | PK-35 Vantaa       |
| 2012/13 | PK-35 Vantaa       |
| 2013/14 | PK-35 Vantaa       |
| 2014/15 | Åland United       |
| 2015/16 | PK-35 Vantaa       |
| 2016/17 | PK-35 Vantaa       |
| 2017/18 | PK-35 Vantaa       |
| 2018/19 | Honka Espoo        |
| 2019/20 | PK-35 Vantaa       |
| 2020/21 | HJK Helsinki       |
| 2021/22 | Åland United       |

### Deelnames
07x PK-35 Vantaa
04x HJK Helsinki
04x Honka Espoo
03x Åland United
02x United Jakobstad
01x Malmin PS Helsinki
Albanië ·
Andorra ·
Armenië ·
Azerbeidzjan ·
België ·
Bosnië en Herzegovina ·
Bulgarije ·
Cyprus ·
Denemarken ·
Duitsland ·
Engeland ·
Estland ·
Faeröer ·
Finland ·
Frankrijk ·
Georgië ·
Gibraltar ·
Griekenland ·
Hongarije ·
Ierland ·
IJsland ·
Israël ·
Italië ·
Kazachstan ·
Kroatië ·
Kosovo ·
Letland ·
Liechtenstein ·
Litouwen ·
Luxemburg ·
Malta ·
Moldavië ·
Montenegro ·
Nederland ·
Noord-Ierland ·
Noord-Macedonië ·
Noorwegen ·
Oekraïne ·
Oostenrijk ·
Polen ·
Portugal ·
Roemenië ·
Rusland ·
San Marino ·
Schotland ·
Servië ·
Slovenië ·
Slowakije ·
Spanje ·
Tsjechië ·
Turkije ·
Wales ·
Wit-Rusland ·
Zweden ·
Zwitserland

Historie:
DDR ·
Joegoslavië ·
Saarland ·
Sovjet-Unie ·
Tsjecho-Slowakije